# NGC 6884
NGC 6884 é uma nebulosa planetária na direção da constelação de Cygnus. O objeto foi descoberto pelo astrônomo Ralph Copeland em 1884, usando um telescópio refrator com abertura de 0 polegadas. Devido a sua moderada magnitude aparente (+10,9), é visível apenas com telescópios amadores ou com equipamentos superiores. 